# Tetradia lophoptera
Tetradia lophoptera är en skalbaggsart som först beskrevs av Guérin-Méneville 1844.  Tetradia lophoptera ingår i släktet Tetradia och familjen långhorningar.
Artens utbredningsområde är:
- Botswana.
- Kenya.
- Moçambique.
- Senegal.
- Zimbabwe.

Inga underarter finns listade i Catalogue of Life.